# Colibri à épaulettes
Eupherusa eximia
Espèce
Statut de conservation UICN

 LC  : Préoccupation mineure
Statut CITES
Le Colibri à épaulettes (Eupherusa eximia), est une espèce de colibris de la sous-famille des Trochilinae.

## Description
Le mâle a les parties supérieures vert-gazon brillant devenant plus bronzé sur l'arrière. Le dessus de la couverture caudale est parfois bronze. Les rectrices centrales bronze-vert foncé ou bronze-verdâtre. Deux rectrices latérales (de chaque côté) ont une bande extérieure noire légèrement satinée de bronze et une bande intérieure blanc pur largement et subitement coupé de noir. Le reste des rectrices a une bande extérieure bronze foncé ou vert-bronze et une bande intérieure noire. Les primaires sont violacées sombres avec une bande intérieure cannelle-roux. Les secondaires sont roux-cannelle à pointe sombre (avec du vert-bronze sur l'intérieur). Les parties inférieures sont vert-gazon brillant, séparé des plumes gris foncé du bas, par une étroite barre blanc-grisâtre. Présence d'une touffe de plumes blanc-grisâtre sur le fémur. Le dessous de la couverture caudale est blanc pur. Le bec est noir mat avec la mandibule parfois légèrement brunâtre à la base, l'œil est brun foncé et les pattes brunâtre clair.

La femelle a les parties supérieures semblables à celles du mâle mais avec les secondaires à peine, ou pas du tout, teintées de sombre. Les rectrices centrales sont noires ou sombres aux extrémités. Deux rectrices latérales (de chaque côté) sont partiellement blanches. Les parties inférieures (sauf touffe fémorale et dessous de la couverture caudale) sont gris-brunâtre clair, les côtés tachetés ou lustrés de vert métallique.

## Répartition
On trouve cette espèce au sud-est du Mexique (Veracruz, Oaxaca, centre du Chiapas), au centre du Guatemala, au sud du Belize, au centre du Nicaragua, au Costa Rica et à l'ouest du Panama.

Carte de répartition de l'espèce.

## Habitat
L'espèce habite les forêts persistantes humides et les lisières des forêts semi-décidues et de pins sempervirents.

## Sous-espèces
D'après la classification de référence (version 10.1, 2020) du Congrès ornithologique international, cette espèce est constituée des trois sous-espèces suivantes (ordre phylogénique) :
- Eupherusa eximia nelsoni Ridgway, 1910 ;
- Eupherusa eximia eximia (Delattre, 1843) ;
- Eupherusa eximia egregia Sclater, PL & Salvin, 1868.